# ناصر انقطاع
ناصر انقطاع (۱۳۱۰–۱۰ تیر ۱۴۰۰) نویسنده، فعال سیاسی، پژوهشگر و مورخ ایرانی و مجری برنامه‌های تلویزیونی بود.

## فعالیت‌های مطبوعاتی قبل از انقلاب
وی در تهران زاده شد. کمتر از چهارده سال سن داشت که نخستین نوشته‌اش در روزنامهٔ «یو یو» به مدیریت عماد عصار به چاپ رسید. پس از شهریور ۱۳۲۰، در روزنامه‌ها و هفته‌نامه‌های آرزو، عدل، فانوس و صبا مطالبی طنزآمیز و سیاسی نوشت. همچنین کاریکاتورها و جدول‌هایی می‌کشید و طرح می‌کرد.
در سال‌های ۲۸ تا ۳۲ به هنگام جنبش ملی شدن نفت، در صف ملت‌گرایان، در دانشگاه (دانشکدهٔ حقوق)، با همکاری دوستانش روزنامه‌ای را بنام «پرچمدار» منتشر کرد که این روزنامه تا مرداد ۱۳۳۲ چاپ و پخش می‌شد.
آن گاه به کارهای پژوهشی در زمینهٔ زبان پارسی و ریشه‌یابی واژه‌ها، و بررسی تاریخ ایران به گونه‌ای ژرف پرداخت و ضمن کارهای اداری، نوشته‌های خود را در روزنامه‌های کیهان، اطلاعات، رستاخیز و تربیت بدنی به چاپ رسانید و همین نوشته‌ها انگیزهٔ آن شد که از سوی فرهنگستان زبان ایران برای همکاری با این مرکز بزرگ پژوهشی فراخوانده، و به هَموَندی (عضویت) گروه واژه‌گزینی برای کتاب‌های درسی پذیرفته شد.

## فعالیت‌های پس از انقلاب
ناصر انقطاع در اول انقلاب همراه با انقلابیون فعالیت کرد و در انتخابات خبرگان قانون اساسی نیز به عنوان نامزد انتخاباتی شرکت جست که نتوانست آرای کافی برای ورود به مجلس را به دست آورد.
وی سپس به نوشتن مقاله‌های سیاسی و میهنی پرداخت و نخست سردبیر هفته‌نامهٔ سپید و سیاه شد. پس از چهار شماره این هفته‌نامه توقیف شد. سردبیر بامشاد شد. پس از انتشار تنها یک شماره به علت اینکه در پشت جلد نقاشی شیری را کشیده بود که مرده‌است و شمشیرش شکسته و خورشید در حال فرورفتن است و زیر آن نوشته بود «مرگ شیر، شکست شمشیر، غروب خورشید. براستی به کجا می‌رویم» این نشریه نیز توقیف شد. سپس سرمقاله‌ای در هفته‌نامهٔ جوانان نوشت، که سبب توقیف آن هفته‌نامه نیز شد. با تنی چند از دوستانش، دست به انتشار شب‌نامه‌ای به نام «پیروزی» زد که آن نیز پس از انتشار دو شماره «لو» رفت. پس از گریز از ایران و مدت شش ماه سرگردانی در پاکستان و ترکیه و ایتالیا، سرانجام از کشور آمریکا روادید پناهندگی سیاسی گرفت و در فوریهٔ ۱۹۸۶ به آمریکا رفت. در لس‌آنجلس، نخست با منصور انوری و نشریهٔ «پیام ایران» همکاری کرد و سپس در فوریهٔ ۱۹۸۷ یکی از بنیادگذاران نشریهٔ روزانهٔ «صبح ایران» شد که نخستین رسانهٔ روزانهٔ پارسی‌زبان در برون‌مرز بودو به مدت ده سال، سردبیری این رسانه را بر عهده داشت.
در همان سال‌ها، انجمنی به نام «انجمن پاسداری از زبان و فرهنگ پارسی» بنیاد نهاد و مدت چهار سال دبیر انجمن و سردبیر فصل‌نامهٔ «پارسی‌نامه» بود. مدت دو سال نیز سردبیر هفته‌نامهٔ ایرانشهر در لس‌آنجلس بود.

## فعالیت‌های تلویزیونی
همچنین با رادیوهای تهران لس‌آنجلس، رادیو فرهنگی ایرانیان، رادیو صدای ملی ایران، و تلویزیون‌های سیمای ایران و ایران‌سیما همکاری داشته‌است، و همچنین برنامه‌های فرهنگی، تاریخی و سیاسی را در تلویزیون ملی ایران (NITV) اجرا کرده‌است. همچنین برنامه‌های «در گذرگاه تاریخ»، «در پهنهٔ بی‌کران زبان فارسی»، و «ببینیم، بیندیشیم، بدانیم» او از تلویزیون پارس پخش می‌شد.